# Meloboris oblonga
Meloboris oblonga är en stekelart som först beskrevs av Henry Lorenz Viereck 1925.  Meloboris oblonga ingår i släktet Meloboris och familjen brokparasitsteklar. Inga underarter finns listade i Catalogue of Life.